# 별 (타로)

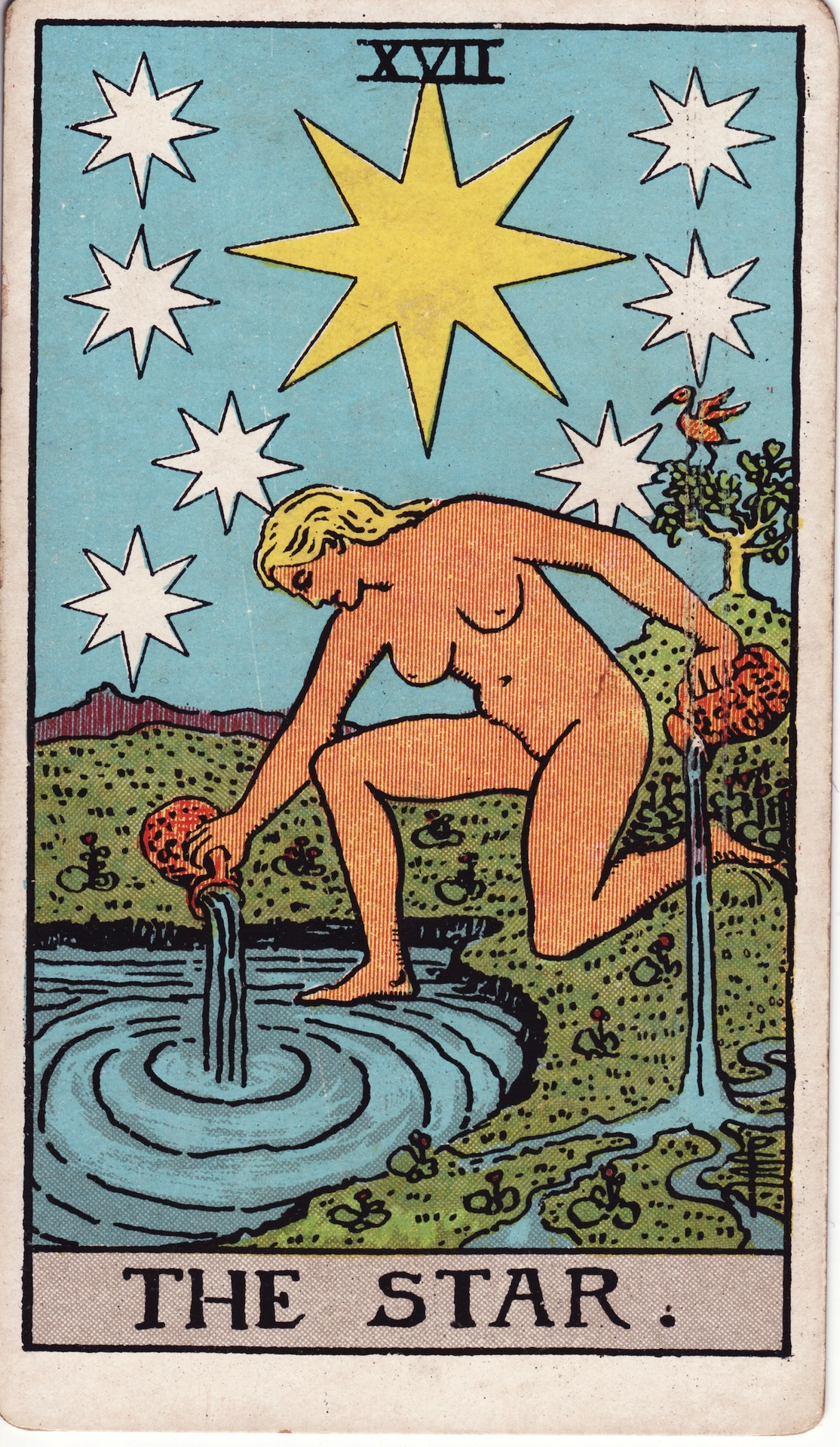
웨이트판 타로의 별

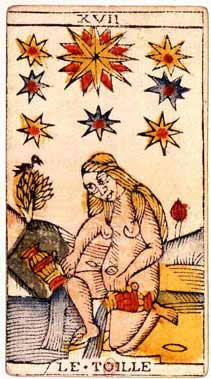
마르세유판 타로의 별

별(프랑스어: L'Étoile, 영어: The Star)는 타로의 메이저 아르카나에 속하는 카드의 1매다. 카드 번호는 '17'.

## 카드의 의미
정위치의 의미
정위치의 의미 : 희망(낙천주의), 치유(갱신), 소울메이트(영적 연결), 직관(가이드), 창의성(영감), 신성함, 소원이 이루어짐.
역위치의 의미
역위치의 의미 : 실망, 무기력, 허황된 소망.
아서 에드워드 웨이트의 타로 도해에 있어서의 해설에서는 '희망과 밝은 전망·명상·영감·영적 자아실현'을 의미한다고 여겨진다.

## 카발라와의 관계
히브리 문자는 헤이(ה), 다만 복수의 이설이 있다. '황금의 새벽단'의 설에서는 코크마와 티파레트의 세피라를 결합하는 것으로 관련지을 수 있다.

## 점성술과의 대응
이하와 같은 제설이 있다.
- 별자리: 쌍아궁설, 처녀궁설, 마갈궁설, 보병궁설[1], 쌍어궁설
- 행성: 수성설, 금성설

## 우화의 해석
웨이트판, 마르세유판의 양판 모두, 천공에 한층 큰 별과 그 주위를 둘러싸는 7개의 작은 별이, 지상에는 물과 대지에 항아리로부터 액체를 따르고 있는 여성이 그려져 있다. 주된 차이점은, 여성의 자세, 별의 형태와 위치, 수목의 수와 위치, 나머지는 전체의 배색 정도로 머물고 있다. 마르세유판에서는, 작은 별은 적・청・황색 3색으로 그려져 그 배색은 어느 정도의 규칙성에 준거하고 있지만, 형태는 프리핸드법으로 그려진 것 같이 왜로, 하나도 같은 형태의 것은 없다. 한편, 중심의 큰 별은 기하학적인 정확함을 가지고 그려져 있다. 이 큰 별의 황색 8망성에는 검은 선이 끌리고 있어 별의 첨단을 중심으로 연결하고 있다. 그 중심의 흑점은 차바퀴의 차축을 생각하게 해 이 2개의 별을 하늘에 둘 수 있고 거기에 머문 채로 있는 것을 나타내고 있다. 더하고, 빨강과 황색이 교대로 바뀌도록 그려져 있는 일로부터, 이 별은 스스로의 축을 가지고 회전하고 있는 거대한 바퀴를 암시하고 있다. 상징적으로 황색은 영혼이나 직관 등을 나타내, 빨강은 육체나 인간적 감정을 나타내고 있다. 즉, 이 큰 별은 '영적인 직관력'과'신체'라는“통합”을 나타내고 있다고 해석된다. 또, 작은 별들을 개인의 내면에 있어서의 다종 다양한 퍼스낼러티의 단편이라고 파악해 차바퀴의 회전과 함께 곧 있으면 의식에 있어서 이용 가능하게 되는 것을 암시하고 있다. 하지만, 그러기 위해서는 중개자가 필요하다. '별'의 카드에는 나체의 여성이 그려져 있다. 여성은 두 개의 항아리로부터 액체를 따르고 있다. 이 항아리는 형태・색・크기에 대해 매우 잘 비슷하지만, 한편의 액체를 물의 흐름에, 또 한편의 액체를 대지에 흘러 들어가고 있는 것부터, 그 용도에 대해 차이가 나는 것을 읽어낼 수 있다. 흐르기 시작한 물의 한편은 대지에 떨어지고 지중에 자는 모든 종자를 기른다. 또 한편은 공통의 수류로 돌아와, 다시 흐름을 낳아, 물로 채운다. 대지는 종자를 기르는 생명의 어머니이며, 물은 모든 생명의 근원이며, 수목은 물을 얻고 대지에서 나는 생명의 상징이다. 두 개의 항아리는 '절제'라는 친근성을 나타내, 이 여성이 인간이면서 중개자로서의 힘을 가지고 있는 것을 나타내고 있다. 또, 신체적 상징인 '빨강'이라고, 여성이 나체인 것은, '별'의 단계에 있어 이것들 자연과의 접촉, 즉 '탑'에 두어서 구할 수 있던 변용이, 여성=중개자에 의해서 자기의 내면에 있어 즉시적・직접적으로 행해지고 있는 것을 나타내고 있다. '별'에 그려지는 수목은, 자유롭게 무성해, 하늘과 땅을 잇는 상징으로서 그려져 있다. 그것들은 멀어진 위치에 있으면서도 대지에 기인하는 것에 의해서 동일한 목적이 주어지고 있어 새가 나무로부터 나무에 뛰어 이동하는 것에 의해서 더욱 강하게 연결시킬 수 있다. 이와 같이 강하게 관련하는 2개의 유사물이 상징하는 것은 쌍둥이다. 쌍둥이는, 무의식 중에서 존재하는 모든 성질이나 본질은 서로 서로 섞이고 있어 그것을 의식으로서 깨달을 때의 초기 단계에 있어서의 상징으로서 나타난다. 이 단계를 나타낸 것이 '교황'에 그려진 쌍둥이이다. 하지만, '별'로 나타내지는 쌍둥이의 상징하는 것은, 보다 의식적으로 단계로 나아가, 상으로서 유사하지만 동일한 내용이나 형태를 갖지 않는, 2의 것으로 해 나타나고 있다고 해석된다.
웨이트판과 마르세유판을 봐 비교하고 알 수 있듯이, 22매의 메이저 아르카나 중에서 웨이트가 크게 구도를 변경하지 않았던 우리 1매이다.

## 참고 문헌
- C G 융 '원형론'ISBN 4-3140-0840-7
- 사리 니컬스 '융과 타로'ISBN 4-7835-1183-7